# Peabody (Kansas)
Peabody è un comune degli Stati Uniti d'America, situato nello Stato del Kansas, nella contea di Marion.